# 辅路
辅路（英語：frontage road），又稱辅道，指的是和一条速度较快的道路并行的速度较慢的道路，用于连接其他道路或服务路边的住宅、工业设施等。
辅路是一种道路类型，通常设置在快速路（主路）两侧或一侧，单向或双向行驶。 主路和辅路之间，有的由匝道连接，有的没有。
辅路的主要作用是缓解主路交通压力。当主路上车辆过多时，一部分车辆可以在辅路上行驶，从而减轻主路的交通压力。这样可以保持主路的顺畅，避免交通拥堵。辅路的存在可以提高快速路的通行效率，使交通更加顺畅。
根据中国大陆的《城市道路工程设计规范》（2016版）2.1 术语：
- 主路 （main road），快速路或主干路中与辅路分隔，供机动车快速通过的道路。
- 辅路 （side road），集散快速路或主干路交通，设置与主路两侧或一侧，单向或双向行驶交通，可间断或连续设置的道路。